# Aulacopris matthewsi
Aulacopris matthewsi är en skalbaggsart som beskrevs av Ross Storey 1986. Aulacopris matthewsi ingår i släktet Aulacopris och familjen bladhorningar. Inga underarter finns listade.